# Cyrtodactylus consobrinoides
Espèce
Synonymes
- Gymnodactylus consobrinoides Annandale, 1905

Cyrtodactylus consobrinoides est une espèce de geckos de la famille des Gekkonidae.

## Répartition
Cette espèce est endémique de la région de Tanintharyi en Birmanie.

## Publication originale
- Annandale, 1905 : Contributions to Oriental Herpetology. Suppl. II. Notes on the Oriental lizards in the Indian Museum, with a list of the species recorded from British India and Ceylon. Journal and Proceedings of the Asiatic Society of Bengal, ser. 2, vol. 1, p. 81-93 (texte intégral).